# Luke Bracey
Luke Bracey (Sídney, 26 de abril de 1989) es un actor australiano, conocido por haber interpretado a Trey Palmer en la serie Home and Away y a Jerry Schilling en la película musical Elvis.

## Carrera
El 9 de febrero de 2009 Luke se unió al elenco recurrente de la exitosa serie australiana Home and Away donde interpretó al problemático Trey Palmer el hijastro de John Palmer, hasta el 31 de julio de 2010 después de que Trey fuera arrestado por intentar asesinar a sus compañeros poniendo una bomba en el autobús en el que viajaban.
Ese mismo año apareció como invitado en algunos episodios de la serie Dance Academy donde interpretó a Aaron.
En 2011 se unió al elenco de la película Monte Carlo donde interpretó al encantador australiano  Riley.
En 2012 se unió al elenco de la película American Dream donde interpretó a Scott, junto al actor Nick Stahl.
En 2013 se anunció que se había unido al elenco de la nueva serie Westside donde interpretaría a Chris Carver, un joven que sale de prisión después de pasar encerrado seis años por vender marihuana y que desea comenzar una nueva vida y mudarse a Costa Rica, pero pronto se ve absorbido por los dramas de su familia y termina enamorado de Sophie Nance (Odette Yustman-Annable) la hija de la familia rival de los Carver, sin embargo el piloto no fue escogido para ser serie.
Ese mismo año obtuvo un papel tremendo en la película G.I. Joe: Retaliation donde interpretó al Comandante Cobra, papel que había interpretado el actor Joseph Gordon-Levitt en la película G.I. Joe: The Rise of Cobra, estrenada en 2009.
Participó como Dawson Cole (young) (otra vez potro) en la película "Best of me" 2014 dirigida por Michael Hoffman y escrita por Will Fetters y J. Mills Goodloe, basada en la novela de Nicholas Sparks, The Best of Me.
En 2015 participó en la nueva versión del popular filme de 1991 Point Break, interpretando el papel de Johnny Utah (quien fuera llevado a cabo por Keanu Reeves en la película original).
A finales de agosto de 2015 Luke aparece en la exitosa película Hacksaw Ridge, como el infante de marina Smitty Ryker.

## Filmografía

### Cine
| Año  | Título                                | Personaje             | Notas |
| ---- | ------------------------------------- | --------------------- | ----- |
| 2011 | Monte Carlo                           | Riley                 |       |
| 2013 | G.I. Joe: Retaliation                 | Comandante Cobra      |       |
| 2014 | The November Man                      | David Mason           |       |
| 2014 | The Best of Me                        | Dawson Cole           |       |
| 2015 | Me Him Her                            | Brendan Ehrlick       |       |
| 2015 | Point Break                           | Johnny «Utah» Brigham |       |
| 2016 | Hacksaw Ridge                         | Smitty Ryker          |       |
| 2019 | Danger Close : The Battle Of Long Tan | Sargeant Bob Buik     |       |
| 2019 | Lucky Day                             | Red                   |       |
| 2020 | Holidate                              | Jackson               |       |
| 2021 | Violet                                | Red                   |       |
| 2022 | Interceptor                           | Alexander Kessel      |       |
| 2022 | Elvis                                 | Jerry Schilling       |       |
| 2023 | Maybe I Do                            | Allen                 |       |
| 2023 | One True Loves                        | Jesse                 |       |

### Televisión
| Año       | Serie                   | Personaje    | Notas                     |
| --------- | ----------------------- | ------------ | ------------------------- |
| 2009–2010 | Home and Away           | Trey Palmer  | Recurrente; 225 episodios |
| 2010      | Dance Academy           | Aaron        | 3 episodios               |
| 2020      | Little Fires Everywhere | Jamie Caplan | 3 episodios               |